# Azerbaijão nos Jogos Olímpicos de Verão de 2016
O Azerbaijão foi representado por 56 atletas em 14 esportes nos Jogos Olímpicos de Verão de 2016. 36 atletas competiram pela primeira vez nas Olimpíadas: a equipe foi representada pela primeira vez no triatlo, tiro com arco, ciclismo de pista e canoagem slalom. Ao mesmo tempo, pela primeira vez desde 1996, o Azerbaijão não foi representado no levantamento de peso devido à perda de licenças olímpicas. O Azerbaijão também foi representado no Rio de Janeiro por três juízes, em competições de luta livre, ginástica e boxe, 34 treinadores, seis médicos, fisioterapeutas e técnicos. Tinha um total de 56 desportistas, 42 homens e 14 mulheres, que competiram em 15 desportos.
Nos Jogos Olímpicos de 2016, os atletas do Azerbaijão ganharam 18 medalhas: uma de ouro, 7 de prata e 10 de bronze. O Azerbaijão conquistou medalhas no remo e no taekwondo pela primeira vez. Como resultado, a equipe ficou em 39º lugar na classificação não oficial de equipes em termos de número de medalhas de ouro; em número total de prêmios, dividiu 14-15 lugares com a Nova Zelândia, apenas uma medalha atrás do país anfitrião Brasil, sétimo colocado entre os países europeus, segundo entre as repúblicas da antiga União Soviética e primeiro entre os países muçulmanos. No ranking da relação entre o número total de medalhas conquistadas e o número de atletas, o Azerbaijão ficou em 1º lugar, no ranking da relação de medalhas conquistadas por milhão de habitantes do país; ficando em 8º lugar.
Na cerimônia de abertura dos Jogos Olímpicos, o medalhista de bronze dos Jogos de 2012, o boxeador Teymur Mammadov, tornou-se o porta-estandarte da equipe, e na cerimônia de encerramento, o medalhista de bronze do lutador carioca Haji Aliyev. A equipe nacional do Azerbaijão para participação nos Jogos de 2016 incluiu vários medalhistas olímpicos, incluindo os campeões olímpicos Toghrul Asgarov, Sharif Sharifov e Inna Osypenko-Radomska. Mais da metade dos atletas que representam o Azerbaijão nos Jogos Olímpicos foram naturalizados, 12 deles conquistaram medalhas.
O portador da bandeira na cerimónia de abertura foi o boxeador Teymur Mammadov.

## Medalhas
Nos Jogos Olímpicos do Rio de Janeiro, a seleção do Azerbaijão conquistou o maior número de medalhas de sua história; 18, ou seja, 8 medalhas mais de quatro anos antes em Londres. Pela primeira vez na história, os atletas do Azerbaijão foram premiados com medalhas olímpicas em taekwondo e remo e canoagem, bem como medalhas de prata no boxe e judô. Atletas do Azerbaijão conseguiram conquistar um número recorde de medalhas, ganhando nove; na luta livre, esporte tradicional do Azerbaijão. Se muitos vencedores se tornaram medalhistas olímpicos pela primeira vez, os lutadores Khetag Gazyumov e Maria Stadnik já se tornaram três vezes medalhistas olímpicos, e Toghrul Asgarov e Sharif Sharifov; duas vezes. Inna Osipenko-Radomskaya ganhou sua quinta medalha olímpica em sua carreira no Rio, ela ganhou as quatro primeiras jogando pela Ucrânia:
| Nome                   | Desporto          | Competição |
| ---------------------- | ----------------- | ---------- |
| Ouro                   |                   |            |
| Radik İsayev           | Taekwondo         | +80 kg M   |
| Prata                  |                   |            |
| Lorenzo Sotomayor      | Boxe              | 64 kg M    |
| Mariya Stadnik         | Luta livre        | 48 kg F    |
| Toğrul Əsgərov         | Luta livre        | 65 kg M    |
| Xetaq Qazyumov         | Luta livre        | 97 kg M    |
| Valentin Demianenko    | Canoagem          | C1 200 m M |
| Rüstəm Orucov          | Judo              | –73 kg M   |
| Elmar Qasımov          | Judo              | –100 kg M  |
| Bronze                 |                   |            |
| Kamran Şahsuvarlı      | Boxe              | 75 kg M    |
| Rəsul Çunayev          | Luta grecorromana | 66 kg M    |
| Sabah Shariati         | Luta grecorromana | 130 kg M   |
| Hacı Əliyev            | Luta livre        | 57 kg M    |
| Cəbrayıl Həsənov       | Luta livre        | 74 kg M    |
| Sharif Sharifov        | Luta livre        | 86 kg M    |
| Nataliya Sinişin       | Luta livre        | 53 kg F    |
| Inna Osypenko-Radomska | Canoagem          | K1 200 m F |
| Patimat Abakarova      | Taekwondo         | –49 kg F   |
| Milad Beigi            | Taekwondo         | –80 kg M   |

## Resultados

### Remo
Várias das melhores equipes de cada corrida avançaram para a próxima rodada, dependendo da disciplina. Os atletas que foram eliminados na fase preliminar entraram na corrida de consolação. As 6 equipas mais fortes foram para a final "A", as restantes disputaram lugares nas finais de consolação "B" e "F". O Azerbaijão foi representado no remo por Aleksandar Aleksandrov e Boris Yotov. Eles conquistaram suas licenças em setembro de 2015 no Campeonato Mundial em Aiguebelette, terminando em sétimo na final "B" de 2000 metros. No Rio, Alexandrov e Yotov também não conseguiram disputar os lugares altos, rompendo a uma distância de 2000 m apenas para o final "B".